# Noche Triste
La Noche Triste (llamada «Noche Victoriosa» por algunos sectores en México) es el nombre de la derrota sufrida por las tropas españolas de Hernán Cortés a manos del ejército mexica la noche del 30 de junio al 1 de julio de 1520, último día del mes Tecuilhuitontli, en las afueras de Tenochtitlan, en Tacuba bajo un frondoso árbol de ahuehuete en lo que hoy es la Ciudad de México.

## La entrada de Cortés en Tenochtitlan

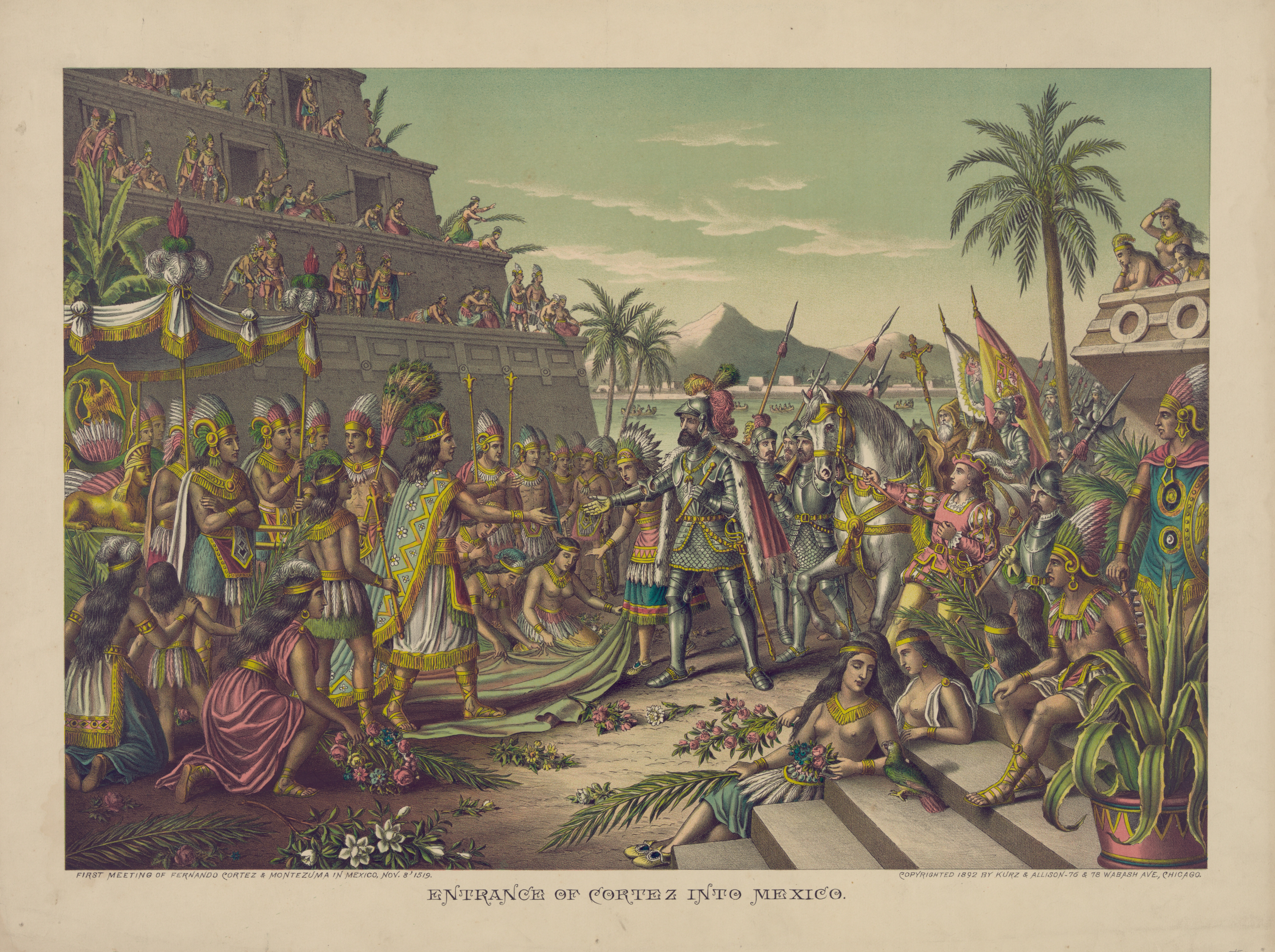
Encuentro de Hernán Cortés y Moctezuma

El 8 de noviembre de 1519, Hernán Cortés y su ejército entraron en la capital del Imperio Mexica, México-Tenochtitlan. El emperador Moctezuma II, rodeado de la nobleza mexica lo esperaba. Cortés bajó de su caballo para abrazar al señor de los mexicas; pero Cacamatzin, señor de Texcoco, y Cuitláhuac, señor de Iztapalapa, lo impidieron, ya que el soberano mexica era intocable. Cortés se quitó un collar de margaritas (cuentas de vidrio) y lo puso en el cuello de Moctezuma II, mientras los príncipes aztecas, después de engalanar a Cortés con flores, le colgaron un collar de caracoles del que pendían camarones de oro. Después del recibimiento, Cortés fue hospedado en el palacio de Axayácatl, situado en el centro de la isla-ciudad, donde hoy en día se ubica el edificio del Nacional Monte de Piedad, es decir, al costado poniente de la Catedral Metropolitana.
Una vez instalados los españoles en el palacio, surgió la idea de construir su propia capilla y, puesto que Moctezuma se había negado a que la erigieran en el Templo de Huitzilopochtli, resolvieron levantarla en su alojamiento, con el previo permiso del emperador.

## El castigo de Moctezuma
El pretexto para hacer prisionero a Moctezuma II lo obtuvieron en Nautla, un pueblo totonaca que se había aliado con los españoles. Al llegar los señores de México-Tenochtitlan a cobrar el tributo debido, el cacique totonaca se negó a hacerlo bajo el argumento de que no eran ya vasallos de los aztecas y pidió ayuda a la guarnición española estacionada en el puerto de Veracruz. Ello condujo a una escaramuza entre los bandos que culminó con la muerte de siete españoles, entre ellos el capitán Juan de Escalante.
Cortés, al enterarse del suceso, reprochó a Moctezuma II su hipocresía y le tomó como prisionero. Moctezuma fue conducido al palacio de su padre Axayácatl, que Cortés había convertido en su cuartel. Los vasallos de Moctezuma, al verlo pasar prisionero, se enfurecieron y demandaron arrojar a los españoles de la ciudad. Cortés exigió a Moctezuma que le entregara al cacique Cuauhpopoca, el noble azteca que había sido, a sus ojos, el causante de la muerte de los soldados españoles. Moctezuma lo hizo presentar junto con sus amigos notables. Dos días más tarde, Moctezuma recibió la segunda afrenta. Los españoles le encadenaron para poder consumar sin temor alguno la muerte de Cuauhpopoca y su séquito, a quienes dieron muerte atándoles a los postes de una hoguera frente al palacio de Moctezuma (hoy en día Palacio Nacional)

## La matanza del Templo Mayor

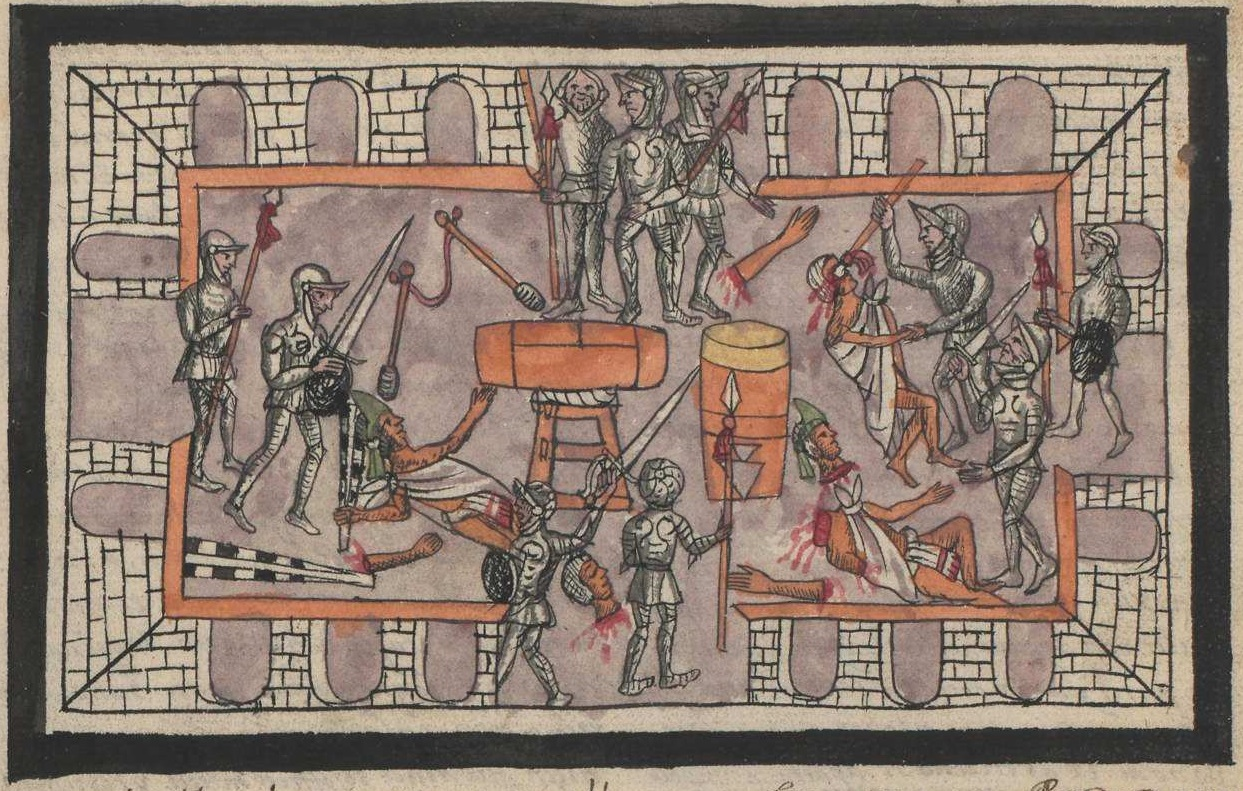
Matanza del Templo Mayor. Pintura contenida en el Códice Durán.

Cuando Cortés tuvo que ausentarse para enfrentar a la expedición de Pánfilo de Narváez dejó como sustituto a Pedro de Alvarado al cargo de una compañía de  80 soldados que deberían resguardar y proteger al prisionero Moctezuma II, preciado cautivo que les aseguraba la neutralidad de los nativos, ya que  el emperador los consideraba enviados divinos y les pedía a sus vasallos los trataran con respeto (aunque la moderna historiografía no acepta una visión tan simplificadora de los auténticos motivos de Moctezuma). La situación de los españoles era en extremo delicada, sabían que eran muy pocos hombres como para contrarrestar un ataque de los mexicas. Alvarado, ante las continuas  noticias aportadas por sus aliados tlaxcaltecas y totonacas sobre las intenciones agresivas de sus huéspedes, recurrió a la táctica que tantos éxitos le depararía  en el futuro: atacar primero. No está documentado, pero a la vista de los resultados parece que Pedro de Alvarado, al que el historiador de primera fila Bernal Díaz del Castillo dice se le llamaba Tonatiuh, (una de los denominaciones dadas por los aztecas al astro rey, el sol) por su cabello rubio, trató de descabezar la posible rebelión eliminando a la clase dirigente tenochca. La orden de atacar a los señores, que estaban indefensos celebrando el festival religioso del mes Toxcatl, para el cual el mismo Alvarado había dado permiso, acabó en una masacre del estrato dirigente de la ciudad el 22 de mayo.
Esta matanza del Templo Mayor encendió la mecha de la rebelión. Esta comenzaba poco después de que Cortés regresara y tratara de calmar los ánimos. Para ello solicitó a Moctezuma II que se dirigiera a su pueblo para tranquilizarlo. En un intento para sofocar el violento tumulto, Moctezuma II se asomó a la azotea (o balconada) de su palacio, instando a sus seguidores a retirarse. La población contempló horrorizada la supuesta complicidad del emperador con los españoles, por lo que comenzaron a arrojarle piedras y flechas que lo hirieron mortalmente, falleciendo poco tiempo después del ataque. Parece claro que Cortés comprendió inmediatamente las funestas consecuencias que tendría lo sucedido.
Según la versión azteca, todos los nobles aztecas que se encontraban en poder de los españoles fueron ejecutados al dejar de ser útiles. Sin embargo, la realidad es que varios de ellos sobrevivieron. El Códice Ramírez, escrito después de la conquista por un azteca cristianizado, reclama que a Moctezuma no se le administraron los últimos sacramentos, pero en  verdad nada se sabe de cierto de los últimos momentos del emperador y parece seguro que no estaba bautizado.
Muerto Moctezuma II, los señores y sacerdotes eligieron a Cuitláhuac, de carácter más belicoso que su hermano, como su gobernante y caudillo de guerra. Este desplegó una gran actividad para alistar tropas, buscar alianza con algunos pueblos cercanos al lago y con los tarascos (de los cuales recibió una clara y prácticamente unánime negativa) y tratar de derrotar a los conquistadores españoles. Sin embargo, moriría pronto víctima de la viruela.

## Huida hacia Tacuba y la Noche Triste

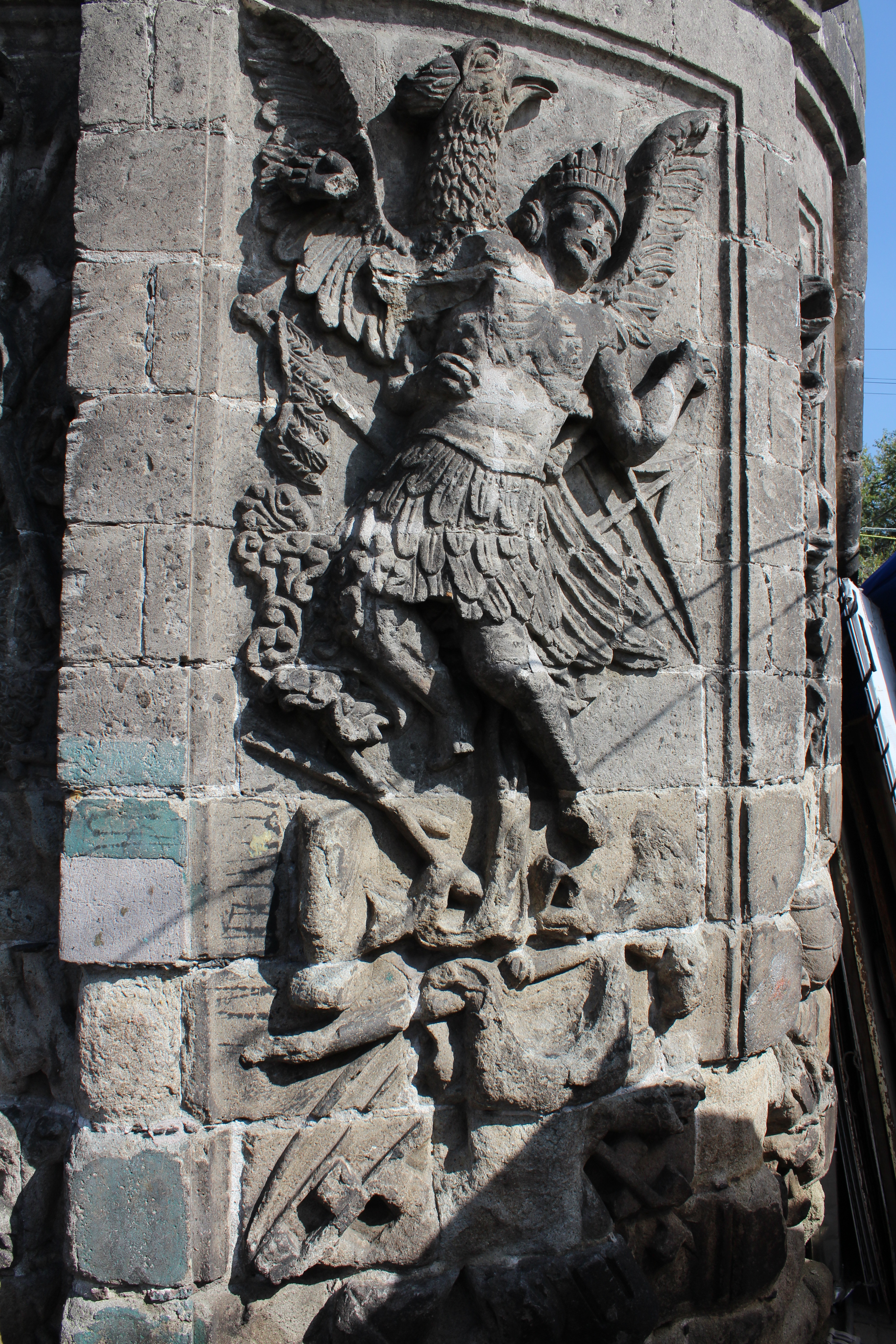
Monumento conmemorativo a los soldados españoles caídos frente al Canal de los Toltecas o Tlaltecayohuaca, en el atrio del Templo de San Hipólito de la Ciudad de México.

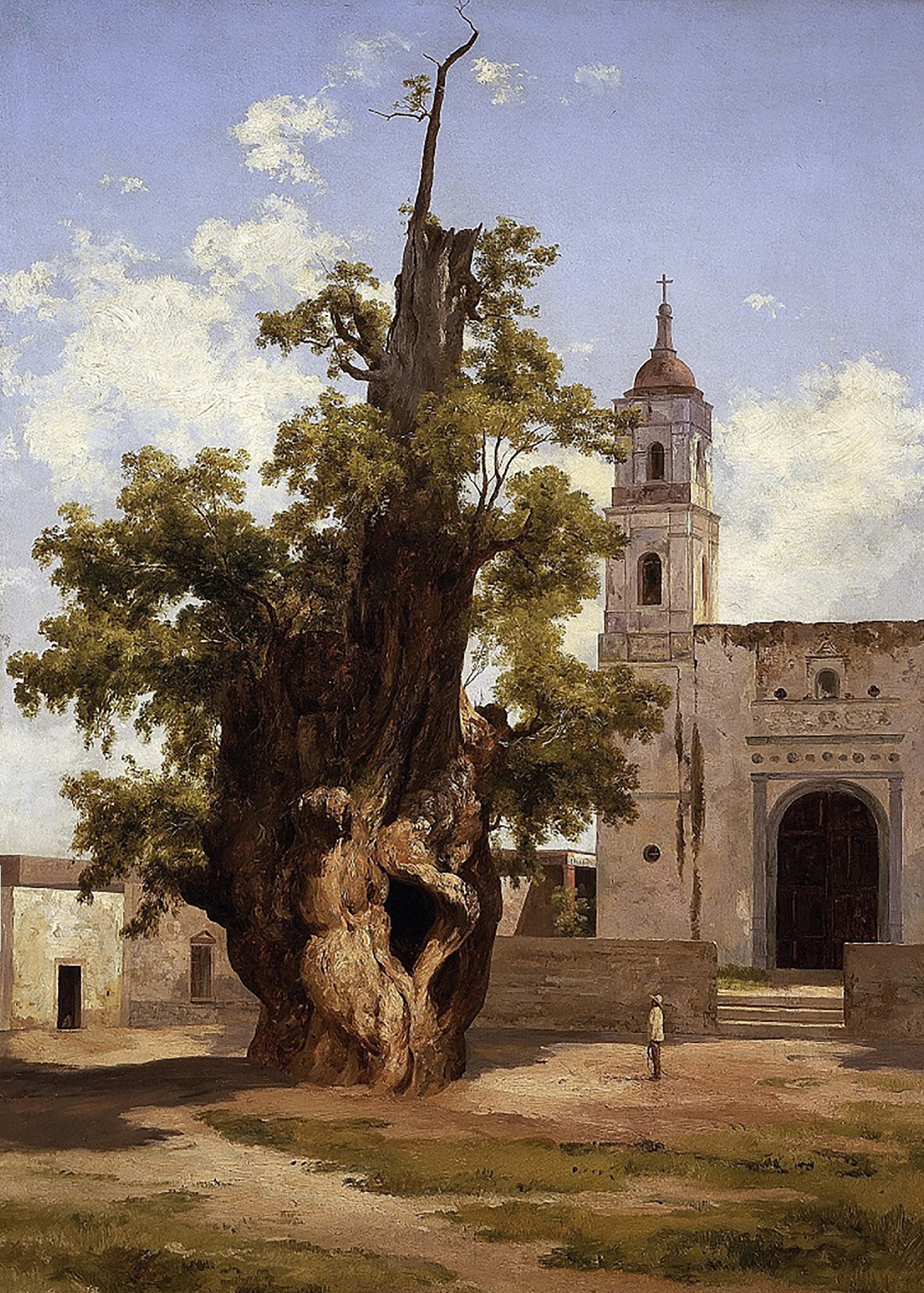
Ahuehuete de La Noche Triste, pintura por José María Velasco, ubicado en Popotla.

Los combates entre  mexicas y españoles duraban ya una semana, los españoles y sus aliados indígenas  estaban cercados en el palacio de Axayácatl y sus alrededores casi sin alimentos, por lo que decidieron huir al punto de la medianoche del 30 de junio de 1520. Cortés dio la señal de partida y bajo la consigna de silencio, marcharon por un puente de canoas en dirección a Tlacopan (Tacuba) sigilosamente, cuidando del relincho de los caballos. Al llegar al canal de los toltecas o Tlaltecayohuacan, una anciana mexica que había salido a tomar agua en un cántaro advirtió la huida de los españoles y avisó a los guerreros aztecas. Pronto empezó a sonar el tambor de piel de serpiente del templo de Huitzilopochtli y los españoles se vieron rodeados por miles de embravecidos guerreros. En cuestión de minutos la laguna que rodeaba México-Tenochtitlan hirvió de canoas repletas de nativos armados de lanzas y flechas, en tanto desde las azoteas miles de guerreros atacaban la retaguardia, otros nativos cortaron los puentes a tierra firme, que estaban hechos de canoas amarradas unas con otras.
Se dice que lograron salvarse los soldados que prefirieron deshacerse de las joyas y oro que cargaban, en tanto que muchos de los que iban  lastrados por armadura de acero, barras de oro y joyas murieron ricos. Pero también hay aquí algo de leyenda: en una batalla nocturna sobre una calzada estrecha trazada sobre el agua y atacados por miles de enemigos, a la vez por ambos flancos y por la retaguardia, la salvación sólo pudo proporcionarla el valor o la suerte. El mismo Alvarado fue salvado por Martín de Gamboa, que lo subió a la grupa de su caballo y que declararía luego que este llevaba únicamente una armadura de algodón de confección mexica y su espada toledana al cinto. Hombres y caballos se ahogaron en las acequias y pozas, se perdió la artillería, los indígenas aliados de Cortés fueron masacrados (el término es exacto, de más de mil tlaxcaltecas aliados sobrevivieron apenas un centenar) y la mitad de la tropa española quedó muerta y heridos casi todos los demás (Bernal Díaz del Castillo afirma que murieron seiscientos cristianos, más de la mitad de la hueste de Cortés). Durante los homenajes por el ascenso del nuevo emperador fueron sacrificados los españoles y tlaxcaltecas capturados. Se afirmó que el 90%  del producto del saqueo del tesoro de Moctezuma se perdió.
Las crónicas de Indias coinciden en la tristeza de Cortés. Bernal Díaz del Castillo describe en su Historia verdadera de la conquista de la Nueva España:

..que como Cortés y los demás capitanes le encontraron y vieron que no venían más soldados, se le saltaron las lágrimas de los ojos y dijo Pedro de Alvarado, que Juan Velázquez de León quedó muerto..

...y mirábamos toda la ciudad y las puentes y calzadas por donde salimos huyendo; y en ese instante suspiró Cortés con una gran tristeza, muy mayor a la que antes traía, y por los hombres que le mataron antes..

...Acuérdome que entonces le dijo un soldado que se decía el bachiller Alonso Pérez (que después de ganada la Nueva España fue fiscal y vecino en México): "Señor capitán, no esté vuestra merced tan triste, que en las guerras estas cosas suelen acaecer"..y Cortés le dijo que ya veía cuántas veces había enviado a México a rogarles con la paz; y que la tristeza no la tenía por una sola cosa, sino en pensar en los grandes trabajos en que nos habíamos de ver hasta tornarla a señorear...

Ruta de escape de los españoles hacia Tlaxcala tras la Noche Triste.

Francisco López de Gómara, describe en su Historia general de las Indias'':

..Cortés a esto se paró, y aun se sentó, y no a descansar, sino a hacer duelo sobre los muertos y que vivos quedaban, y pensar y decir el baque la fortuna le daba con perder tantos amigos, tanto tesoro, tanto mando, tan grande ciudad y reino; y no solamente lloraba la desventura presente, más temía la venidera, por estar todos heridos, por no saber adónde ir, y por no tener cierta la guardia y amistad en Tlaxcala; y quién no llorara viendo la muerte y estrago de aquellos que con tanto triunfo, pompa y regocijo entrado habían?...

. .Murieron en el desbarate de esta triste noche, que fue a 10 de julio del año de 20 sobre 1500, cuatrocientos y cincuenta españoles, cuatro mil indios amigos, cuarenta y seis caballos, y creo que todos los prisioneros.
Quién dice más, quién menos; pero esto es lo más cierto.
Si esta cosa fuera de día, por ventura no murieran tantos ni hubiera tanto ruido; mas, como pasó de noche oscura y con niebla, fue de muchos gritos, llanto, alaridos y espanto, que los indios, como vencedores, voceaban victoria, invocaban sus dioses, ultrajaban los caídos y mataban los que en pie se defendían. Los nuestros, como vencidos, maldecían su desastrada suerte, la hora y quién allí los trajo. Unos llamaban a Dios, otros a santa María, otros decían: "Ayuda, ayuda; que me ahogo". No sabría decir si murieron tantos en agua como en tierra, por querer echarse a nado o saltar las quebradas y ojos de la calzada, y porque los arrojaban a ella los indios, no pudiendo apear con ellos de otra manera; y dicen que en cayendo el español en agua, eran con él el indio, y como nadan bien, los llevaban a las barcas y donde querían, o lo desbarrigaban ...

Francisco de Aguilar describe un corto diálogo en su Relación breve de la conquista de la Nueva España:

.. Sucedió un día que Alonso de Ávila, capitán de la guardia del capitán Hernando Cortés, se fue a su aposento cansado y triste, y tenía por compañero a Botello Puerto de Plata, el cual fue aquel que dijo al marqués en Cempoala: "Señor, daos prisa, porque don Pedro de Alvarado está cercado y le han muerto un hombre". Y así como entró le halló llorando fuertemente y le dijo estas palabras:  "¡Oh señor! ¿Ahora es tiempo de llorar?". Respondiendole  : "¿Y no os parece que tengo razón?. Sabed que esta noche no quedará hombre de nosotros vivo si no se tiene algún medio para poder salir"..

El trayecto de los conquistadores españoles continuó de Tlacopan (Tacuba) hacia Otumba, En el camino, hacia el oriente del Valle de México, masacraron al pueblo de Calacoayan antes de pernoctar en Teocalb hueyacan (actualmente San Andrés Atenco). Luego de ello, tuvieron que confrontarse nuevamente con los guerreros mexicas en el episodio conocido como batalla de Otumba, la cual terminó con la muerte del capitán mexica que iba al mando pues los perseguidores se disiparon y huyeron. Finalmente los conquistadores pudieron llegar al territorio aliado de Tlaxcala.  Pasó más de un año para poder conquistar la ciudad de México-Tenochtitlan.